# Salvadora Medina Onrubia
Salvadora Medina Onrubia de Botana, parfois surnommée « La Venus Roja », née le 23 mars 1894 à La Plata (Argentine) et décédée le 21 juillet 1972 à Buenos Aires, est une romancière, poétesse, dramaturge, anarchiste et féministe argentine.
Elle commence à écrire très jeune, en collaborant à différents journaux tels La Protesta (es), Diario Crítica (es), La Nación, El Hogar, Caras y Caretas.
Elle fait une brillante carrière d’auteure dramatique. Ses nombreuses pièces telles Alma fuerte (1913) et Las descentradas (1928) reçoivent un accueil positif de la critique. Elle développe également le théâtre pour enfants.

## Biographie
Elle passe son enfance à Gualeguay, où elle mène des études pour devenir enseignante. Très jeune, elle a son premier fils, Carlos Natalio (Pitón), comme mère célibataire.
En 1914, elle s'installe à Buenos Aires où elle collabore au journal La Protesta (es), anarcho-syndicaliste, publiée par la Federación Obrera Regional Argentina (FORA).
Elle participe activement aux événements de la Semaine tragique, à Buenos Aires, du 7 au 16 janvier 1919, marquée par une série de grèves et de manifestations ouvrières.

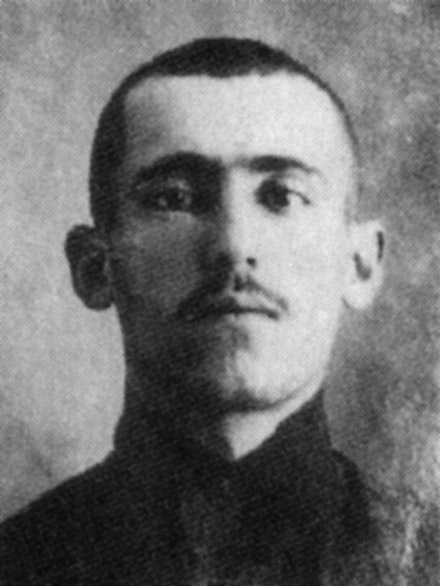
Simón Radowitzky en 1909.

### Activiste pendant l'« affaireSimón Radowitzky»
En 1909, Simón Radowitzky tente d'assassiner le chef de police de Buenos Aires, responsable de la répression brutale de la Semana Roja (Argentina) (es). Radowitzky est incarcéré dans la sinistre colonie pénitentiaire d'Ushuaia, Province de Terre de Feu (Argentine).
Salvadora s'implique pleinement dans les campagnes successives en faveur de l'amnistie de Radowitzky. Finalement, au cours d'une audience, le 14 avril 1930, elle obtient du président Hipólito Yrigoyen qu'il officialise la décision d'amnistier Radowitzky,

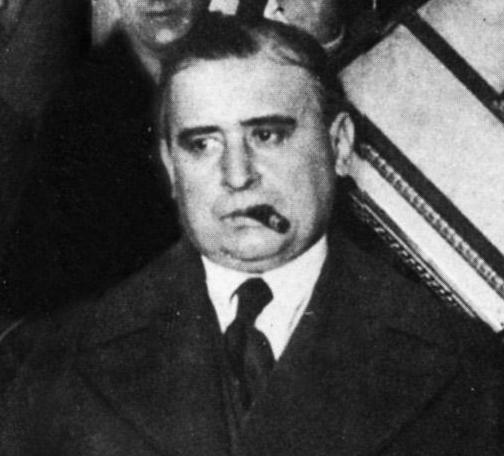
en 1927.

### Journaliste et directrice de presse

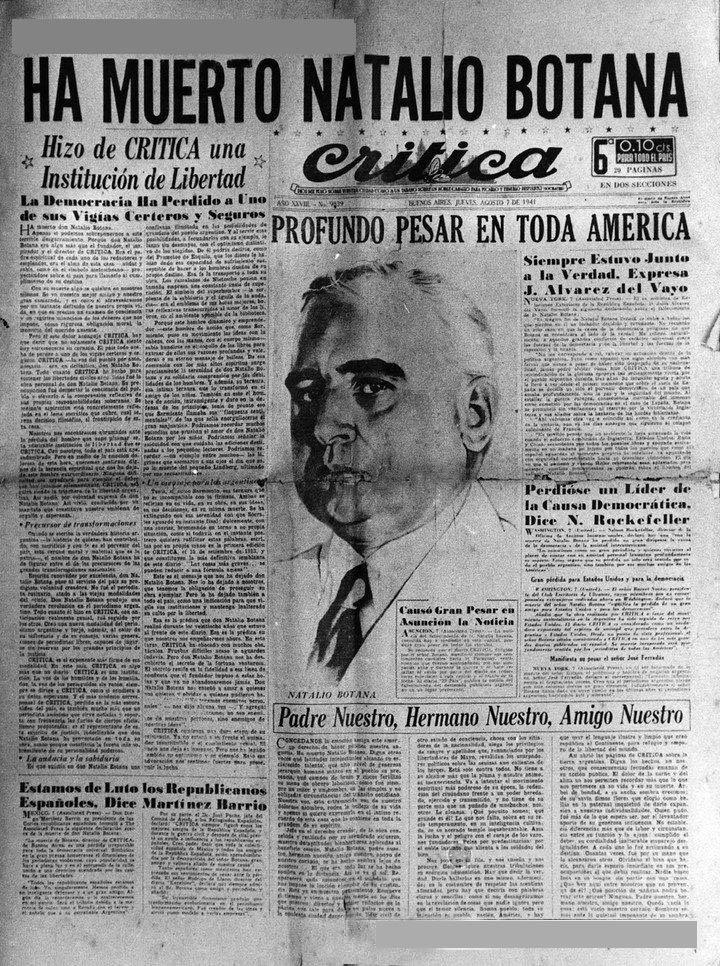
', 8 août 1941.

En 1915, elle se marie avec Natalio Félix Botana (es), fondateur du quotidien Diario Crítica (es), qu'elle dirige après la mort de son mari le 7 août 1941, faisant d'elle la première femme à être à la tête d'un journal.
Elle a trois enfants avec Natalio Félix Botana qui adopte son premier né.
Le 6 septembre 1930, après la fermeture par la dictature militaire de José Félix Uriburu du journal Diario Crítica (es), elle est emprisonnée avec son mari et une trentaine de journalistes. Un groupe d'intellectuels demande à Uriburu sa « mansuétude » pour Salvadora et sa « triple condition de femme, poétesse et mère ». Cette dernière refuse les conditions de sa libération et exprime son mépris au général Uriburu dans une lettre qu'elle écrit en prison.

### Descendance
- Elle est la grand-mère maternelle de Copi, romancier, dramaturge et dessinateur argentin francophone, figure majeure du mouvement gay, né le 20 novembre 1939 à Buenos Aires et mort le 14 décembre 1987 à Paris[8].

## Commentaire
Juana Rouco Buela, Salvadora Medina Onrubia et Virginia Bolten forment un trio exemplaire du féminisme libertaire argentin durant cette période.

## Publications
Théâtre
- Las Descentradas, 1929
- La casa de enfrente, 1926

Nouvelles
- El vaso intacto y otros cuentos, 1926
- El libro himilde y doliente

Poésie
- La rueca milagrosa
- El misal de mi yoga

Romans
- Akasha

Essai
Crítica y su verdad, Buenos Aires, Edición especial de la autora, 1958, (OCLC 3066278).